# Kurschattenbrunnen

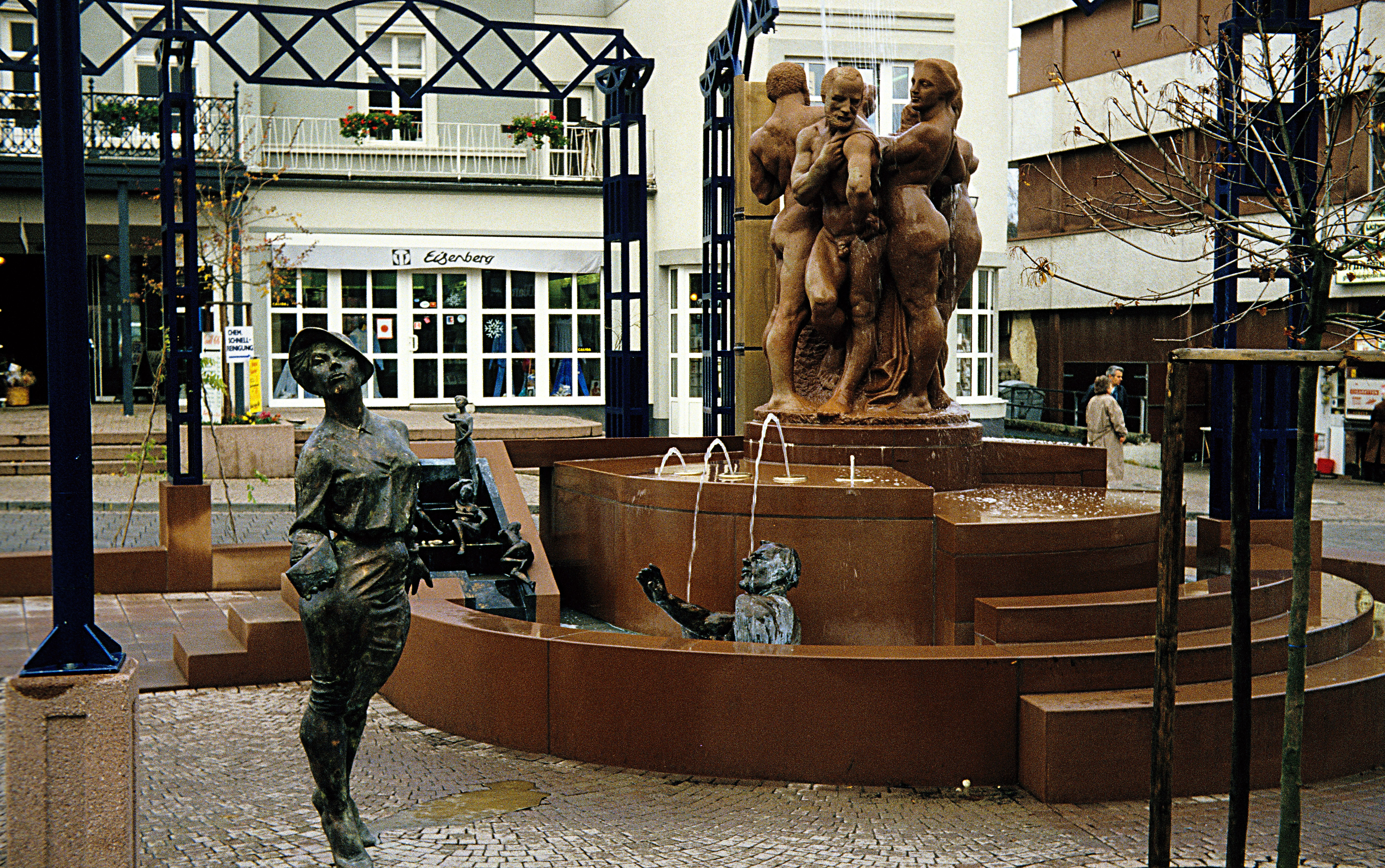
Kurschattenbrunnen (1987)

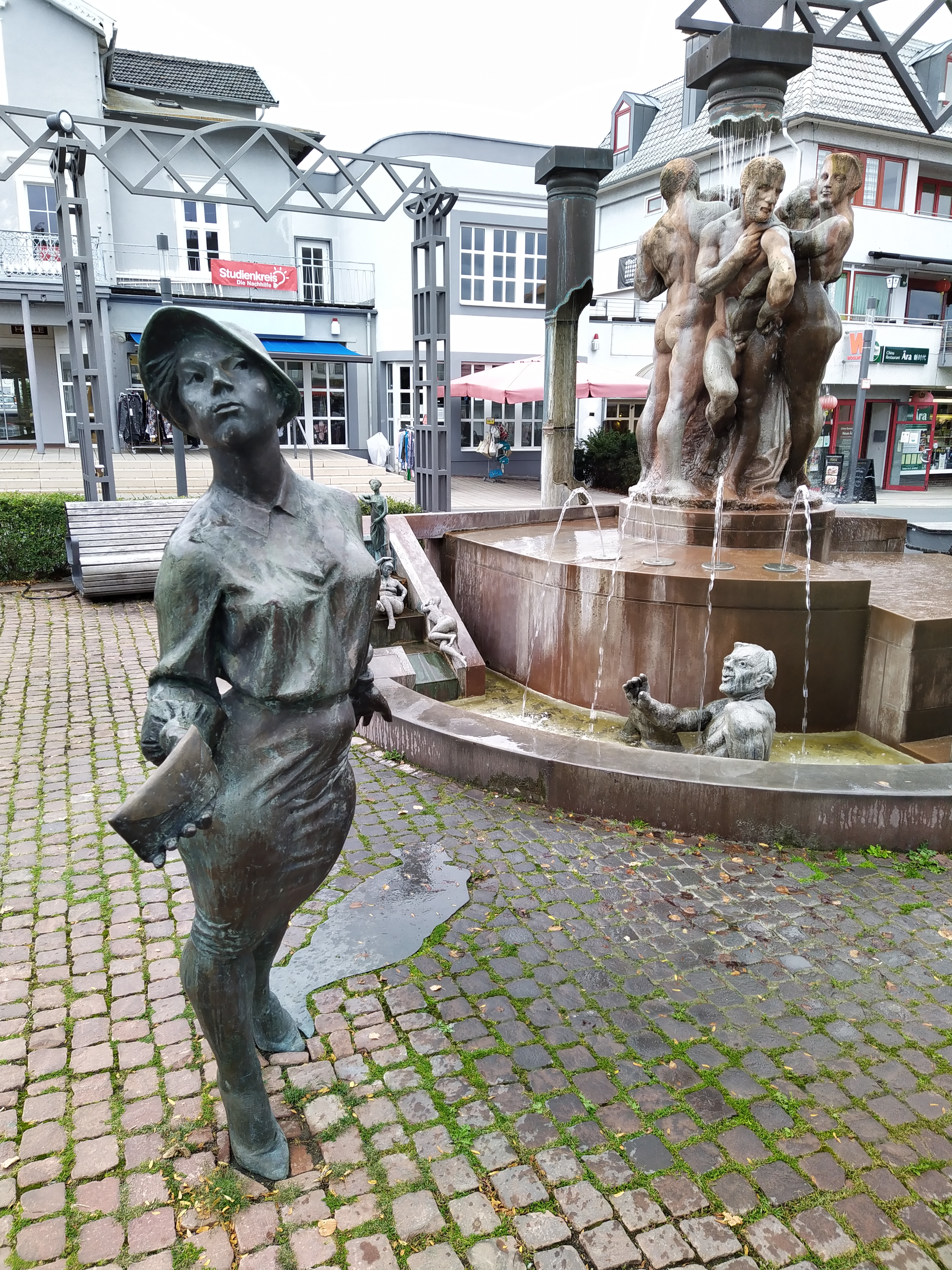
Frauenfigur

Der Kurschattenbrunnen im nordhessischen Bad Wildungen, Kreis Waldeck-Frankenberg, stellt das Phänomen des Kurschattens plastisch dar. Der Brunnen in der Brunnenstraße bildet das Zentrum der Promenade zwischen Altstadt und Kurviertel, die im Zuge der Stadtsanierung in den 1980er Jahren angelegt wurde. Zur Einweihung des Brunnens im Oktober 1987 kamen rund 10.000 Besucher, nachdem im Vorfeld bereits über die angeblich frivolen Brunnenfiguren diskutiert worden war.
Den Mittelpunkt der Brunnenanlage bildet der „Menschenknoten“, eine Gruppe von stehenden nackten Personen, unterhalb derer die Wasserspeier angebracht sind. Zu dem Sockel dieser Gruppe führen Stufen hinauf; außerdem ist er von Brunnenbecken umgeben, die weiteren Figurenschmuck tragen. In einem dieser Becken sitzt die Figur eines älteren badenden Mannes, der sich mit erhobener rechter Hand und interessiertem Blick einer Frauenfigur aus Bronze zuwendet, die über das Pflaster vor der Brunnenanlage schreitet. Die Dame trägt auf dem hoch erhobenen Kopf einen Hut und ist mit geschlitztem
Rock, Bluse und Stöckelschuhen bekleidet. Je nach Sonnenstand wirft sie einen Schatten mit deutlich weiblicher Silhouette auf den badenden Mann. Diese Figurenkonstellation war es, die dem Brunnen schnell die Bezeichnung Kurschattenbrunnen eintrug.
Die Frauenfigur gehört heute zu den meistfotografierten Motiven der Stadt und wird inzwischen auch als Schokoladenmodell verkauft. Für diese Figur stand die Bildhauerin Karin Bohrmann-Roth Modell, die zusammen mit Georg Roth und Hans-Ulrich Plaßmann den Brunnen gestaltete.